# Virginia Zeani
Virginia Zeani, właśc. Virginia Zehan (ur. 21 października 1925 w Solovăstru, zm. 20 marca 2023 w West Palm Beach w stanie Floryda) – rumuńska śpiewaczka operowa, sopran.

## Życiorys
Studiowała w Bukareszcie u Lucii Anghel i Lidii Lipkowskiej, w 1947 roku wyjechała do Mediolanu, gdzie kontynuowała naukę u Aureliana Pertilego. Zadebiutowała jako śpiewaczka w 1948 roku w Teatro Duse w Bolonii rolą Violetty w Traviacie. W kolejnych latach występowała w Teatro Comunale we Florencji (1952), mediolańskiej La Scali (1956), Teatro San Carlo w Neapolu (1959), Covent Garden Theatre w Londynie (1960) i Teatro dell’Opera w Rzymie (1962). W 1957 roku wystąpiła w La Scali w prapremierowym przedstawieniu opery Les dialogues des carmélites Francisa Poulenka. Zasłynęła przede wszystkim jako odtwórczyni roli Violetty w Traviacie, w 1966 roku debiutowała nią w nowojorskiej Metropolitan Opera. Wykonywała też partie koloraturowe w operach Pucciniego (Madame Butterfly, Tosca, Manon Lescaut) i role w operach Mascagniego, Giordana i Cilei, występowała również w repertuarze współczesnym (Turandot Busoniego, Il console G.C. Menottiego). W 1978 roku zakończyła karierę sceniczną i poświęciła się pracy pedagogicznej, od 1980 roku wykładała w szkole muzycznej przy Indiana University w Bloomington.
W 1958 roku poślubiła włoskiego śpiewaka Nicolę Rossi-Lemeniego. W 2016 roku odznaczona została krzyżem kawalerskim Orderu Gwiazdy Rumunii.